# Doubt,
『doubt,』（ダウト）は1982年4月21日に発売されたAlfee5枚目のスタジオアルバム。発売元はF-LABEL。

## 概要
″Alfee″名義では4枚目となるスタジオ・アルバム。シングル「泣かないでMY LOVE」を含む全12曲が収録されている。後に「SUNSET SUMMER」が初のリカットシングルとして発売される。LPの初回プレスにはステッカーが封入されていた。
本作からロックの要素を含む曲の割合が増え、フォーク・バンドからロック・バンドへの過渡期に発売されたアルバムとなった。
1曲目「See You Again」は80年代のライヴ定番曲となった。2009年の最後の夏イベントではラストの曲として演奏された。後程『PAGE ONE -13 PIECES OF ALFEE』及び『ALFEE GOLD』にはリアレンジされて収録された。
4曲目「うつろな瞳」はライヴハウス活動時代の楽曲で、2012年のシングル「生きよう」のカップリングにはライヴ・ヴァージョンが収録された。
6曲目「ロックンロール・ファイティングマン」、7曲目「夕なぎ」もライヴハウス時代から演奏された楽曲である。当時の前者のタイトルは「ミッドナイトハイウェイドライブ」であった。ちなみに「夕なぎ」は2012年のセルフカヴァーアルバム『ALFEE GET REQUESTS』に新録音されて収録された。

## 収録曲
| 全作曲: 高見沢俊彦。 |                                        |            |            |                          |      |
| #                    | タイトル                               | 作詞       | 作曲・編曲 | 編曲                     | 時間 |
| 1.                   | 「See You Again」                      | 高見沢俊彦 | 高見沢俊彦 | 井上鑑                   | 5:07 |
| 2.                   | 「ダウト!」                            | 高見沢俊彦 | 高見沢俊彦 | アルフィー with 国吉良一 | 2:25 |
| 3.                   | 「悲しみをぶっとばせ」                 | 高見沢俊彦 | 高見沢俊彦 | アルフィー with 国吉良一 | 3:19 |
| 4.                   | 「うつろな瞳」                         | 高見沢俊彦 | 高見沢俊彦 | アルフィー with 国吉良一 | 4:28 |
| 5.                   | 「泣かないでMY LOVE」                  | 高見沢俊彦 | 高見沢俊彦 | 井上鑑                   | 3:14 |
| 6.                   | 「ロックンロール・ファイティングマン」 | 高見沢俊彦 | 高見沢俊彦 | アルフィー with 国吉良一 | 2:58 |

| #         | タイトル             | 作詞       | 作曲・編曲 | 編曲                     | 時間 |
| --------- | -------------------- | ---------- | ---------- | ------------------------ | ---- |
| 1.        | 「夕なぎ」           | 高見沢俊彦 |            | 井上鑑                   | 4:20 |
| 2.        | 「稚くて愛を知らず」 | 高見沢俊彦 |            | アルフィー with 石川鷹彦 | 4:25 |
| 3.        | 「SUNSET SUMMER」    | 高見沢俊彦 |            | 井上鑑                   | 3:59 |
| 4.        | 「OッDORANAI!!」     | アルフィー |            | アルフィー               | 4:06 |
| 5.        | 「Since 1982」       | 高見沢俊彦 |            | 井上鑑                   | 4:30 |
| 6.        | 「お・や・す・み」   | 高見沢俊彦 |            | アルフィー with 石川鷹彦 | 1:26 |
| 合計時間: | 合計時間:            | 合計時間:  | 合計時間:  | 44:10                    |      |

## 参加ミュージシャン
ALFEE
- 坂崎幸之助：Vocal & Acoustic Guitar
- 高見沢俊彦：Vocal & Acoustic Guitar & Electric Guitar
- 桜井賢：Vocal & Bass

Support Musician
- 石川鷹彦：Acoustic Guitar
- 鈴木茂：Electric Guitar
- 今剛：Electric Guitar
- 林仁：Electric Guitar
- 高水健司：Bass
- マイク・ダン：Bass
- 井上鑑：Keyboards
- 国吉良一：Keyboards
- 遠藤誠一：Keyboards
- 島村英二：Drums
- 山木秀夫：Drums
- 林立夫：Drums
- 上原裕：Drums
- 宮崎まさひろ：Drums
- 瀧本季延：Drums
- 浜口茂外也：Percussion
- 浦田恵司：Synthesizer Programming